# Герсовець
Герсовець — річка в Україні, у Міжгірському районі Закарпатської області. Ліва притока Тереблі (басейн Дунаю).

## Опис
Довжина річки приблизно 8,5 км. Формується з багатьох безіменних струмків.

## Розташування
Бере початок на південно-східних схилах гірської вершини Негровець. Тече переважно на південний захід через село Колочава і в ньому впадає у річку Тереблю, праву притоку Тиси. 
Річку перетинає автомобільна дорога Т 0720. 
Річка тече повністю в межах Національного природного парку «Синевир».